# 日産プリンス山形販売
日産プリンス山形販売株式会社（にっさんプリンスやまがたはんばい）は山形県山形市に本社を置く、山形日産グループの日産自動車の販売会社である。

## 沿革
- 1961年（昭和36年）3月24日 - 山形プリンス自動車株式会社設立。
- 1989年（平成元年）4月 -  山形日産グループに加入[1]。
- 2005年（平成17年）4月1日 - 日産サティオ山形を合併[2]。
- 2021年（令和3年）- 日産自動車の2020年度優秀販売会社表彰で、山形日産自動車、山形日産自動車販売と共に全国販売会社部門の最優秀社長賞を受賞[3]。
- 2023年（令和5年）12月1日 - 関連会社で中古車部門を運営していた日産マイカーランドの店舗のうち山形と新庄の2店舗の運営を承継[4]。

## 店舗一覧
- 山形本店／山形市南二番町4-10
- 馬見ヶ崎店／山形市馬見ヶ崎3-19-2
- 寒河江店／寒河江市高田3-131-1
- 花沢店／米沢市大字花沢324-1
- 中田町店／米沢市中田町623
- 長井店／長井市館町南10-60
- 天童店／天童市大字山元字藤田1003-1
- さくらんぼ東根店／東根市大字東根甲4736-1
- 金沢店／新庄市金沢字前野2005-1（旧・新庄日産金沢店）
- 上山店／上山市石崎1-2-38（旧・上山日産プリンス販売株式会社）

### 中古車
- 日産マイカーランド山形／山形市北町1丁目5-20
- 日産マイカーランド新庄／新庄市金沢字前野2147-1

## 山形県内の他日産車販売店
- 山形日産自動車販売
- 山形日産自動車